# 何塞·華金·德·奧爾梅多
何塞·華金·德·奧爾梅多（西班牙語：José Joaquín de Olmedo，1780年3月20日—1847年2月19日），厄瓜多政治人物、作家，1845年與比森特·拉蒙·羅卡發動三月革命推翻胡安·何塞·弗洛雷斯，擔任臨時總統至同年12月。